# Celastrina lenya
Celastrina lenya är en fjärilsart som beskrevs av Evans 1932. Celastrina lenya ingår i släktet Celastrina och familjen juvelvingar. Inga underarter finns listade i Catalogue of Life.